# Henry John Burden
Henry »Hank« John Burden, kanadski letalski častnik, vojaški pilot in letalski as, * 28. april 1893, † 28. marec 1960, Toronto.
Stotnik Burden je v svoji vojaški službi dosegel 16 zračnih zmag.

## Življenjepis
Med prvo svetovno vojno je bil sprva pripadnik 75. bataljona Kanadske ekspedicijske sile.
Aprila 1917 je bil premeščen k Kraljevemu letalskemu korpusu.

## Zanimivosti
- Bil je poročen s sestro Williama Bishopa.

## Odlikovanja
- Distinguished Service Order (DSO)
- Distinguished Flying Cross (DFC)